# شهرآشوب (بازیگر)
نسرین قدیری با نام هنری شهرآشوب بازیگر سینما اهل ایران بود.

## زندگی‌نامه
نسرین قدیری کار در سینما را با نام هنری شهرآشوب و با فیلم جعفر جنی و محبوبه‌اش در سال ۱۳۵۲ آغاز کرد. او به وسیله رضا صفایی به سینمای ایران معرفی شد. بعد از کار در ۷ فیلم سینمایی و یک سریال تلویزیونی، نام شهرآشوب را کنار گذاشت و با نام حقیقی خود نسرین قدیری شروع به فعالیت کرد. آخرین بار در فیلم پرستوهای عاشق در سال ۱۳۵۶ دیده شد. آخرین فعالیت سینمایی وی در فیلم «شیر سینا» به کارگردانی فتح‌الله منوچهری بود.

## تغییر نام
قدیری در ابتدا با نام شهرآشوب فعالیت می‌کرد. در سال ۱۳۵۳متوجه شد یک رقاص حرفه ای از این نام برای فعالیت استفاده می‌کند. بعد از شکایت قدیری مشخص شد که نام هر دو شهرآشوب مستعار بوده و شکایت ناوارد است. بعد از این ماجرا قدیری با نام واقعی خود به کار ادامه داد. در منبع این خبر نام وی بصورت "غدیری" درج شده است. 

## فیلم‌شناسی
از فیلم‌ها یا برنامه‌های تلویزیونی که وی در آن نقش داشته‌است می‌توان به آثار زیر اشاره کرد.

### سینمایی
- جعفر جنی و محبوبه‌اش (۱۳۵۲)
- مردها و نامردها (۱۳۵۲)
- شرور (۱۳۵۲)
- تهمت (۱۳۵۳)
- ماشین مشتی ممدلی (۱۳۵۳)
- دفاع از ناموس (۱۳۵۴)
- پاداش یک مرد (۱۳۵۵)
- سرایدار (۱۳۵۵) با نام نسرین قدیری
- پرستوهای عاشق (۱۳۵۶) با نام نسرین قدیری

### تلویزیونی
- آدم کاغذی (۱۳۵۳) در نقش «فیروزه»
- فیلم تلویزیونی گمشده (۱۳۵۶) با نام نسرین قدیری - کارگردان پرویز نوری[۵]